# Football Club Internazionale 1926-1927
Questa voce raccoglie le informazioni riguardanti il Football Club Internazionale nelle competizioni ufficiali della stagione 1926-1927.

## Stagione
Nella stagione 1926-1927 l'Inter allenata dal giovane tecnico danubiano Árpád Weisz disputa il campionato di Divisione Nazionale, la squadra nerazzurra arriva prima a pari merito con la Juventus nel girone A con 27 punti. Ma poi nel girone finale a sei squadre che assegna lo scudetto, la formazione milanese non brilla e chiude al quinto posto. Il campionato viene vinto dal Torino, ma il titolo è stato considerato nullo e lo scudetto viene revocato per illecito sportivo, per le conseguenze del caso Allemandi. Si è trattato di uno dei primi scandali del calcio italiano. Un'onta sul primo campionato disputato a livello nazionale: la Carta di Viareggio ha infatti sostituito da questa stagione le Leghe Nord e Sud, creando un'unica competizione a livello italiano, suddivisa in due gironi, con una fase finale che assegna il titolo di campione d'Italia. In Coppa Italia l'Inter è stata eliminata al terzo turno dal Genoa. La competizione verrà poi interrotta per mancanza di date disponibili per la disputa delle partite. Autore di 22 reti nelle 27 gare giocate, l'austriaco Antonio Powolny vince il titolo di capocannoniere del campionato.

## Maglia
| Prima divisa |

## Rosa
| N. |                   | Ruolo | Calciatore          |
| -- | ----------------- | ----- | ------------------- |
|    | Italia (bandiera) | P     | Valentino Degani    |
|    | Italia (bandiera) | P     | Italo Zamberletti   |
|    | Italia (bandiera) | D     | Guido Gianfardoni   |
|    | Italia (bandiera) | D     | Delfo Bellini       |
|    | Italia (bandiera) | D     | Silvio Pietroboni   |
|    | Italia (bandiera) | D     | Iride Motta         |
|    | Italia (bandiera) | C     | Armando Castellazzi |
|    | Italia (bandiera) | C     | Enrico Rivolta      |

| N. |                    | Ruolo | Calciatore            |
| -- | ------------------ | ----- | --------------------- |
|    | Italia (bandiera)  | C     | Emilio Agradi         |
|    | Italia (bandiera)  | C     | Giuseppe Giustacchini |
|    | Italia (bandiera)  | A     | Luigi Cevenini        |
|    | Austria (bandiera) | A     | Antonio Powolny       |
|    | Italia (bandiera)  | A     | Leopoldo Conti        |
|    | Italia (bandiera)  | A     | Fulvio Bernardini     |
|    | Italia (bandiera)  | A     | Tullio Aliatis        |
|    | Italia (bandiera)  | A     | Angelo Pedrazzini     |

## Risultati

### Divisione Nazionale - girone A

#### Girone di andata
| Arbitro: | Pinasco (Sestri Ponente) |

|  |           |                                 |
|  | Marcatori | 44’ Bernardini 45’, 89’ Powolny |

| Arbitro: | Dani (Genova) |

|                                |           |              |
| Bernardini 20’ L. Cevenini 26’ | Marcatori | 35’ Vandelli |

| Arbitro: | Lenti (Genova) |

|                                            |           |                                            |
| Bajardi 29’ Gardini 21’, 65’ Piccaluga 70’ | Marcatori | 19’ Bernardini 26’, 41’ (rig.) L. Cevenini |

| Arbitro: | Carraro (Padova) |

|                  |           |            |
| Powolny 15’, 77’ | Marcatori | 34’ Ziroli |

| Arbitro: | Dani (Genova) |

|                                               |           |                 |
| Hirzer 5’ (rig.) Pastore 8’, 73’ Munerati 85’ | Marcatori | 23’ Castellazzi |

| Arbitro: | Osti (Ferrara) |

|                            |           |                 |
| Bernardini 38’ Povolny 56’ | Marcatori | 81’ O. Barbieri |

| Arbitro: | R. Barlassina (Novara) |

|  |           |                              |
|  | Marcatori | 14’ Rivolta 23’, 50’ Powolny |

| Arbitro: | Gamba (Napoli) |

|                                 |           |  |
| Rivolta 34’, 73’ Bernardini 66’ | Marcatori |  |

| Arbitro: | Scarpi (Dolo) |

|           |           |               |
| Porta 83’ | Marcatori | 3’ Bernardini |

#### Girone di ritorno
| Arbitro: | Medica (Bologna) |

|                                                                              |           |                            |
| L. Cevenini 8’, 17’, 33’ Powolny 20’, 51’, 52’, 88’ Castellazzi 38’ Conti 7’ | Marcatori | 35’ Kreutzer 67’ Sallustro |

| Arbitro: | Carraro (Padova) |

|             |           |                                   |
| Mazzoni 39’ | Marcatori | 15’, 76’ Rivolta 21’, 57’ Powolny |

| Arbitro: | Garbieri (Genova) |

|                            |           |  |
| L Cevenini 64’ Powolny 76’ | Marcatori |  |

| Arbitro: | Osti (Ferrara) |

|            |           |             |
| Ziroli 65’ | Marcatori | 26’ Powolny |

| Arbitro: | Pinasco (Sestri Ponente) |

|                                         |           |  |
| Rivolta 15’, 62’ L. Cevenini 49’ (rig.) | Marcatori |  |

| Arbitro: | R. Barlassina (Novara) |

|                                           |           |  |
| Aycard 29’, 52’ Gastaldi 31’ Levratto 71’ | Marcatori |  |

| Arbitro: | Barbieri (Genova) |

|                                       |           |                |
| Castellazzi 17’ Powolny 23’, 46’, 59’ | Marcatori | 40’ B. Frisoni |

| Arbitro: | Sguerso (Savona) |

|           |           |                |
| Gallo 55’ | Marcatori | 80’ Bernardini |

| Arbitro: | Dani (Genova) |

|                                                      |           |  |
| Bernardini 19’ Castellazzi 32’ Powolny 65’, 70’, 74’ | Marcatori |  |

### Girone Finale

#### Girone di andata
| Arbitro: | Sguerso (Savona) |

|                   |           |                |
| Libonatti 2’, 50’ | Marcatori | 70’ Bernardini |

| Arbitro: | Carraro (Padova) |

|                 |           |                       |
| Castellazzi 52’ | Marcatori | 11’, 79’ Santagostino |

| Arbitro: | R. Barlassina (Novara) |

|                             |           |             |
| Powolny 59’ Castellazzi 63’ | Marcatori | 14’ Pastore |

| Arbitro: | Carraro (Padova) |

|                          |           |  |
| Pozzi 36’ Perin 37’, 38’ | Marcatori |  |

| Arbitro: | R. Barlassina (Novara) |

|              |           |             |
| Levratto 36’ | Marcatori | 68’ Powolny |

#### Girone di ritorno
| Arbitro: | Dani (Genova) |

|                 |           |                                  |
| L. Cevenini 66’ | Marcatori | 5’ Libonatti 61’ (rig.) Balacics |

| Arbitro: | Mattea (Casale Monferrato) |

|         |           |             |
| Gay 20’ | Marcatori | 58’ Aliatis |

| Arbitro: | Osti (Ferrara) |

|            |           |                                  |
| Hirzer 58’ | Marcatori | 6’, 52’ Rivolta 54’ Giustacchini |

| Arbitro: | Sguerso (Savona) |

|             |           |  |
| Rivolta 75’ | Marcatori |  |

| Arbitro: | Malagodi (Ferrara) |

|                       |           |                               |
| Conti 35’ Rivolta 79’ | Marcatori | 31’, 86’ Levratto 49’ Moruzzi |